# Bloedige Zondag (1900)
Bloedige Zondag (Engels: Bloody Sunday) was een dag met vele Britse slachtoffers in de Tweede Boerenoorlog op 18 februari 1900. De slachtoffers waren volledig onnodig, en het gevolg van een gruwelijke blunder van  Kitchener, al was Lord Roberts deels schuldig.
Dit was de eerste dag van de Slag bij Paardeberg, waar een gecombineerde Britse en Canadese troepenmacht erin slaagde een groep van ongeveer vijfduizend Boeren (sommige met hun vrouw, en aanhang) van Oranje Vrijstaat en Transvaal, onder leiding van Piet Cronjé, in te sluiten in een bocht van de Modderrivier nabij Kimberly. De Boeren verdedigden een serie loopgraven op de Paardeberg.
De Boeren hadden geen kans uit de omsingeling te breken; op lange termijn was hun positie kansloos. De Brits/Canadese troepen waren er relatief slecht aan toe: na de opmars hadden zij behoefte aan water, voedsel en rust. De Brits/Canadese generaals wilden de omsingeling completeren, de Boeren met artillerie beschieten en wachten tot de Boeren zich over zouden geven.
De Britse generaal Kitchener vond dat allemaal te langzaam en vroeg de zieke veldmaarschalk Roberts om hem het commando te geven. Toen hij dat had begon hij de slag met een rechtstreekse aanval op de Boeren-loopgraven. Het terrein liep langzaam af naar de stellingen van de Boeren waarbij de laatste 800 meter geen enkele dekking boden. De Highland Brigade en het 2e Bataljon van de The Royal Canadian Regiment, beide infanterie, leidden deze aanval.
Voor Cronjé en zijn troepen was het prijsschieten. Het vuren ging door tot na zonsondergang, toen de Britten zich konden terugtrekken. Een van de kolonels concludeerde toen hij de orders om aan te vallen zag dat deze duidelijk door een gevaarlijke gek gegeven waren: hij selecteerde enkele tientallen van zijn mannen en leidde de aanval persoonlijk. Even later was hij dood, maar de rest van zijn eenheid was gered. Veel van de andere eenheden hadden minder geluk met hun officieren en zetten volledig in op de aanval. De Highlanders telden bijna 300 slachtoffers aan doden en gewonden; de Canadezen telden 18 doden en 60 gewonden. Gecombineerd met andere aanvallen langs de linies kwamen zij op een totaal verlies van meer dan duizend man, waarvan meer dan driehonderd doden. Dit was het grootste verlies aan manschappen op één dag van het leger van het Britse Rijk.
Tactisch had de aanval slechts één duidelijk resultaat. Om de aanval zo massief mogelijk in te zetten had Kitchener de omsingeling verzwakt. Dit gaf de Boeren-leider De Wet (met enkele honderden volgelingen) de kans om een tactisch belangrijke heuvel in te nemen, en zo de omsingeling te breken: op zijn beurt gaf dit Cronjé de gelegenheid om zijn strijdkrachten te laten ontsnappen. Hoewel De Wet de heuvel meer dan een dag vasthield weigerde Cronjé om zijn positie te verlaten; minder dan honderd Boeren ontsnapten zo.  
Na deze eerste dag nam Roberts het commando op zich. Hoewel hij geneigd was de aanval voort te zetten was hij de hele dag druk om met de Boeren te onderhandelen over de gewonden. Vervolgens besloot Roberts om de omsingeling op te geven en zich terug te trekken, maar voordat hij dat kon doen concludeerde De Wet dat Cronjé niet zou komen en trok zich terug. Toen was de omsingeling plots weer compleet. Met de Boeren ingesloten, gaf Roberts zijn troepen orders zelf ook loopgraven aan te leggen en de vijandelijke loopgraven onder vuur te blijven nemen met kanonnen. Dit bombardement duurde negen dagen. Op 27 februari, na een verwarde nachtaanval, gaven de ongeveer vierduizend overlevende Boeren zich over.